# Pardosa giebeli
Pardosa giebeli là một loài nhện trong họ Lycosidae.
Loài này thuộc chi Pardosa. Pardosa giebeli được Pavesi miêu tả năm 1873.